# Lewis Hodous
Lewis Hodous (* 31. Dezember 1872; † 9. August 1949), chin. 何乐益, war ein amerikanischer Missionar, Sinologe und Buddhologe.

## Leben
Von 1902 bis 1912 war er Präsident des Theologischen Seminars in Fuzhou. Später stand er der Union der Theologischen Seminare in Fuzhou, die er selbst gegründet hatte von 1914 bis 1917 vor.
Lewis Hodous war bis 1945 Professor der Chinesischen Abteilung an der Kennedy School of Missions in Hartford.

## Werk
Er ist Verfasser von Buddhism and Buddhists in China und, zusammen mit William Edward Soothill (1861–1935), des Dictionary of Chinese Buddhist terms. With Sanskrit and English Eqivalents and a Sanskrit-Pali Index. Zudem ist er Autor von:
- Folkways in China, Probsthain (Dezember 1929), ISBN 0-85382-025-2 (Probsthain’s Oriental Series)
- Buddhism and Buddhists in China, Indypublish.Com 2007, ISBN 1-4280-6132-0